# Mariakyrkan, Göteborg

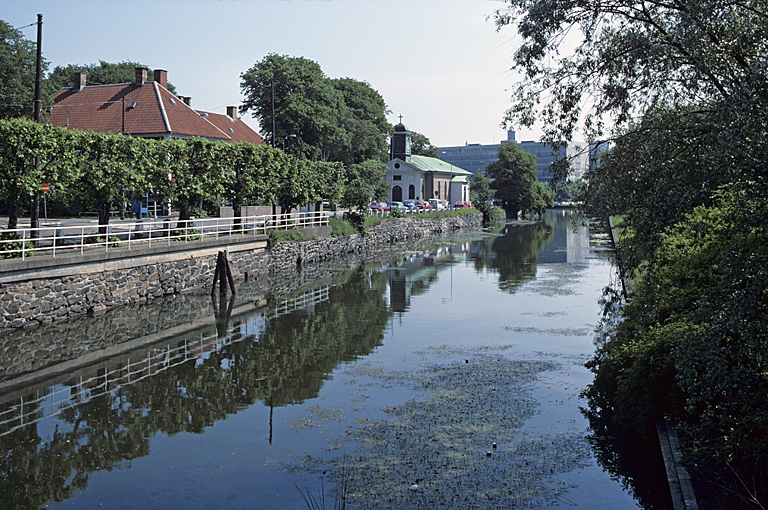
Fattighusån mot öster med Mariakyrkan i bildens bortre del. Foto 1977.

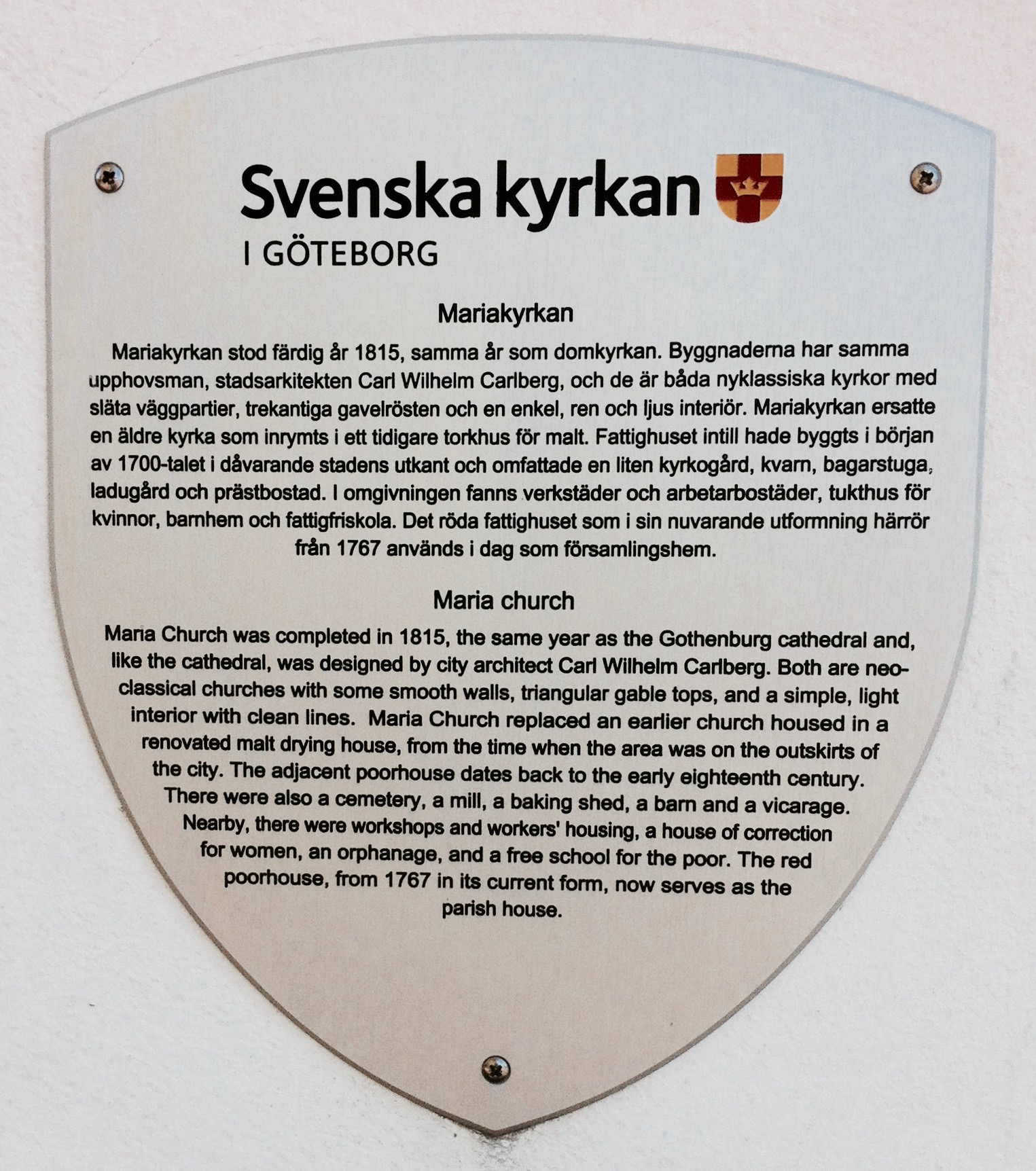
Plakett vid entrén till Mariakyrkan.

Mariakyrkan, tidigare Fattighuskyrkan, är en kyrkobyggnad och ett församlingshem belägen i stadsdelen Stampen, östra delen av centrala Göteborg. Den tillhör Göteborgs domkyrkoförsamling och Svenska kyrkan. 
Kyrkan och den intilliggande Mariagården är församlingshem för Domkyrkoförsamlingen. 1726-1836 hade församlingen namnet Stadens fattighus samt Göteborgs allmänna Arbets- och Correctionsinrättning. Omkring 1825 införlivades annexet Göteborgs spinnhusförsamling och 1836-1885 var namnet Göteborgs fattighusförsamling.

## Historia
Inne på fattighusets gård låg den gamla Fattighuskyrkan, som hade varit en kölna, vilket var ett torkhus som tidigare använts för maltberedning. År 1767 apterades den till kyrka och försågs med bänkar. Präst i kyrkan var Johan Willin. Henric Schartau gjorde sina enda framträdanden som predikant i Göteborg i denna provisoriska kyrka, innan den revs.
Fattighuskyrkan invigdes andra söndagen i Advent, den 10 december 1815 klockan 10, av kontraktsprosten, magister Johan Ulrik Blomdahl. Fattighuspredikanten, magister Samuel Kamp höll predikan. År 1808 hade Carl Wilhelm Carlberg – som också ritade Domkyrkan i Göteborg – gjort upp ritningar för en ny fattighuskyrka, och stadens invånare samlade ihop 13 333 riksdaler banco för uppförandet. Stadens magistrat och äldste anslog ur Fattighusfonden 2 000 riksdaler, och ett anbud på 16 133 riksdaler antogs. Grunden lades på hösten 1812, och före vintern 1813 var själva kyrkan utom tornet färdig. Den gamla före detta mältstugan eller kölnan revs strax efter. Kyrkan med 650 sittplatser, uppfördes i vitrappad sten, med långskepp och trätorn över västgaveln samt vapenhus på sydfasaden. Koret har en rak avslutning. En grundlig inre omändring skedde 1908 då bland annat elektrisk belysning installerades, och år 1948 genomfördes en omfattande renovering.

## Klockorna
Storklockan är från 1771 och lillklockan från 1747, och de följde båda med till den nya kyrkan. På storklockan finns följande vers: "När jag ljuder sägen då: Låtom oss samhälligt gå Till Guds hus och kyrka. Hören aktsamt Herrans ord. Gån med vördnad till hans bord Eder själ till styrka. Soli Deo Gloria In Excelsis. Anno 1771." På den mindre klockan finns endast uppgift om att gjutningsåret var 1747.

## Orgeln
1824 byggdes kyrkans första orgel av Pehr Zacharias Strand, Stockholm. Det var ett enmanualigt verk på 11 stämmor. 1877 byggde den danska firman Marcussen & Søn om orgeln och utökade den till 16 stämmor på två manualer och pedal. Ytterligare en ombyggnad genomfördes på 1940-talet och orgeln blev då pneumatisk. Den 25 mars 2012 återinvigdes orgeln efter en genomgående restaurering varvid bland annat första manualens disposition återställdes efter Strand (1824) och andra manualen till största del efter Marcussen. Orgeln blev då återigen mekanisk.

### Disposition
| Huvudverk (I) C-g3 | Svällverk (II) C-g3 | Pedalverk (P) C-f1 | Koppel |
| Borduna 16'        | Rörflöjt 8'         | Subbas 16'         | I/P    |
| Principal 8'       | Flauto amabile 8'   | Violon 8'          | II/P   |
| Flagfleut 8'       | Corni di basetto 8' | Basun 16'          | II/I   |
| Fugara 8'          | Gamba 8'            |                    |        |
| Octava 4'          | Piffaro 8'          |                    |        |
| Rörfleut 4'        | Gemshorn 4'         |                    |        |
| Qvinta 3'          |                     |                    |        |
| Octava 2'          |                     |                    |        |
| Scharff 3 Chor.    |                     |                    |        |
| Trumpet 8'         |                     |                    |        |

## Mariagården
Mariagården, tidigare Göteborgs Fattighus, invid Mariakyrkan, är från år 1767. Det uppfördes enligt ritningar av stadsarkitekten Bengt Wilhelm Carlberg. Mariakyrkan ersatte en äldre fattighuskyrka, då fattighuset inrättades redan 1726 i en befintlig byggnad vid Stampen.

## Stampens kyrkogård
Stampens kyrkogård med sin stenportal mot Stampgatan, där skriften ovanför ingången lyder, "Tänk på döden", ligger centralt i stadsdelen Stampen. Dagens kyrkogård är idag en sammanslagning av den forna fattighuskyrkogården från 1767 och Göteborgs nya kyrkogård från 11 maj 1804, tidigare skildes dessa åt genom en avskärmning då man inte ville beblanda de döda. 
Fattighusån avgränsar kyrkogården från Norra Gårda öster om ån.